# François Jouffroy
Pour les articles homonymes, voir Jouffroy.
François Jouffroy, né le 1er février 1806 à Dijon et mort le 25 juin 1882 à Laval, est un sculpteur français.

## Biographie

### Origine
François Jouffroy voit le jour rue Saint-Jean à Dijon. Il est le fils d'André Jouffroy, boulanger et de Marguerite Foritet. 

### Formation artistique
Il entre en 1817 à l'École des beaux-arts de Dijon où il suivit les cours de Nicolas Bernier. Grâce à une bourse, il arriva à Paris étudier dans l'atelier de Jules Ramey. Il est admis à l'École des beaux-arts de Paris en 1824. 
Il obtient le deuxième grand prix de Rome en 1826 et le premier prix de Rome en 1832 pour son Canapée foudroyé sous les murs de Thèbes. 

### Expositions
Il débuta au Salon de 1835 avec un marbre Jeune pâtre napolitain pleurant sur son tombeau. Il exposa à divers salons dont en 1839 avec Premier secret confié à Vénus, marbre considéré comme son chef-d'œuvre. Il exécuta de nombreux bustes; fit des œuvres pour le Palais du Louvre (Hommes illustres (Louvre)), l'opéra Garnier, le Palais de justice de Paris, le Palais du Luxembourg, et sculpta plusieurs monuments à Dijon et à Auxonne. Dans son atelier; il forma des sculpteurs tenant plutôt du néo-classicisme.

### Beaux-Arts
Il est élu membre de l'Académie des beaux-arts en 1857. Il préside l'Académie des beaux-arts en 1863. Il devient la même année professeur à l'École des beaux-arts de Paris où il dispense un enseignement académique à de nombreux sculpteurs de la fin du XIXe siècle, comme Paul-Laurent Bion.

### Commandes officielles
Il reçut de nombreuses commandes officielles de l'Etat ou du Département de la Seine. Ses œuvres les plus importantes sont : une statue en marbre de Saint Bernard à l'église Sainte-Geneviève de Paris, une statue de Saint-Jean à l'Église Saint-Gervais-Saint-Protais de Paris, le Monument Bernard de Clairvaux de Dijon à Dijon, une statue de Napoléon Ier à Auxonne, un Saint-Bernard en pierre sur la Place Napoléon-III, Le Châtiment et la Protection au Palais de justice de Paris, Le Christ et les douze apôtres, bas-relief sur la façade sur l'Église Saint-Augustin de Paris.
Sa participation à la restauration du Palais ducal de Nevers lui valut en juillet 1858 une lettre d'éloges avec recommandation pour le grade d'officier de la Légion d'Honneur, du préfet de la Nièvre au ministre d'Etat alors en charge des Beaux-Arts.

### Décès
Il est décédé à son domicile, rue de Tours à Laval. Il était l'époux d'Elisabeth Augustine Marteau. Ils étaient depuis peu dans cette ville. Sa venue à Laval était sans doute dictée par des raisons familiales. Ils n'eurent qu'un fils : Hippolyte Jean Joseph Jouffroy, née vers 1863. François Jouffroy est inhumé au cimetière de Vaufleury à Laval.

## Décoration
- Officier de la Légion d'honneur (1861)[4]

## Collections publiques
- Capanée foudroyé sous les murs de Thèbes, 1832, plâtre, collections de l'École des beaux-arts de Paris[5]
- Premier secret confié à Vénus, 1839, marbre, Paris, musée du Louvre
- Fronton de l'Institution nationale des Jeunes Aveugles. Paris 1844 (au centre Valentin Haüy)
- Monument à saint Bernard, 1847, bronze, Dijon[6]
- Monument à Napoléon Ier, 1856, bronze, Auxonne[7]
- Varsovie et Bruxelles, 1863, statues, Paris, façade de la gare de Paris-Nord
- La Seine, 1866, statue, Saint-Germain-Source-Seine, site des sources de la Seine
- La Marine de Commerce et La Marine de Guerre, 1867-1868, hauts-reliefs, Paris, guichets du palais du Louvre
- L'Aurore, 1867, groupe en marbre, Paris, jardin des Grands-Explorateurs Marco-Polo et Cavelier-de-la-Salle
- La Poésie, ou L'Harmonie, 1875, haut-relief, Paris, façade de l'opéra Garnier
- De nombreuses autres sculptures sont conservées au Musée des Beaux-Arts de Dijon

## Galerie

Œuvres de François Jouffroy
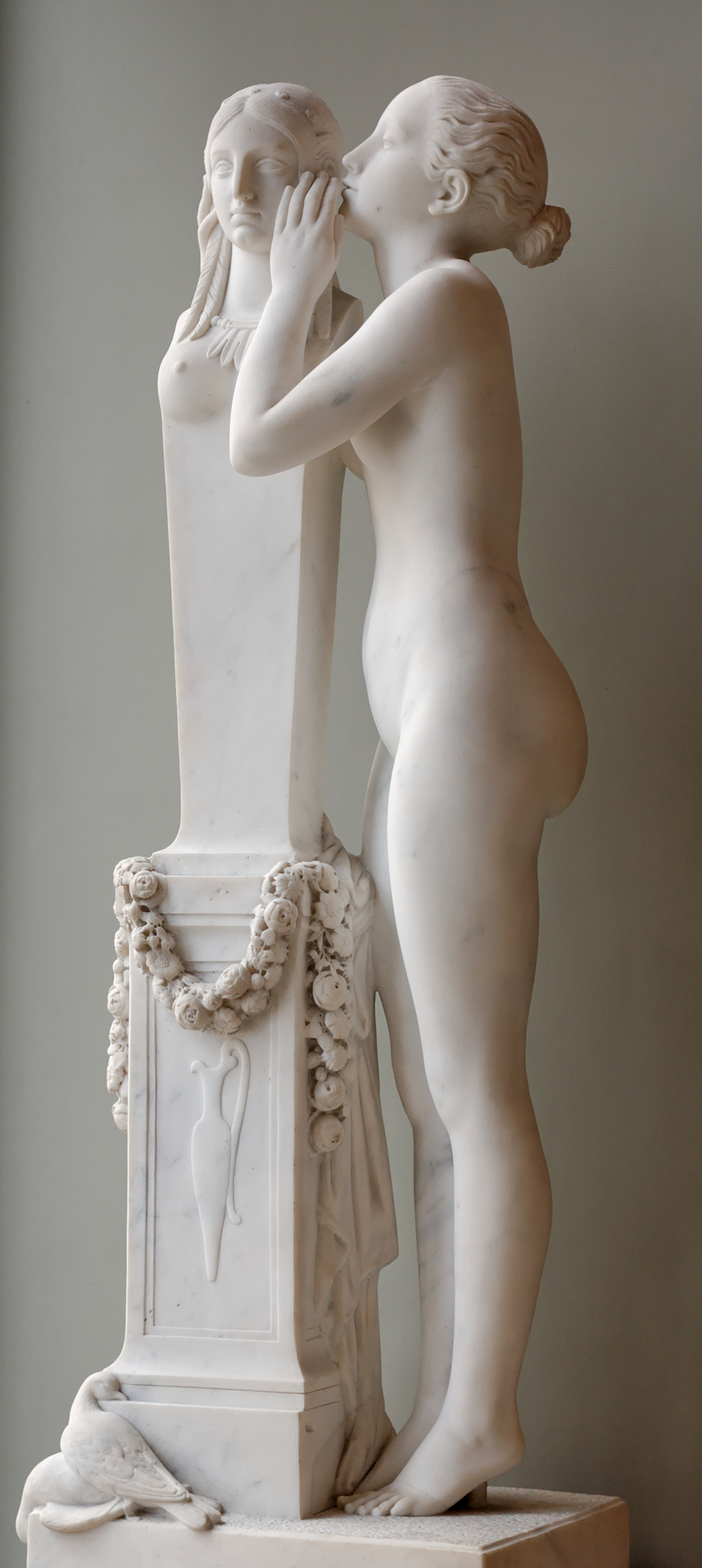
Premier secret confié à Vénus (1839), marbre, Paris, musée du Louvre.
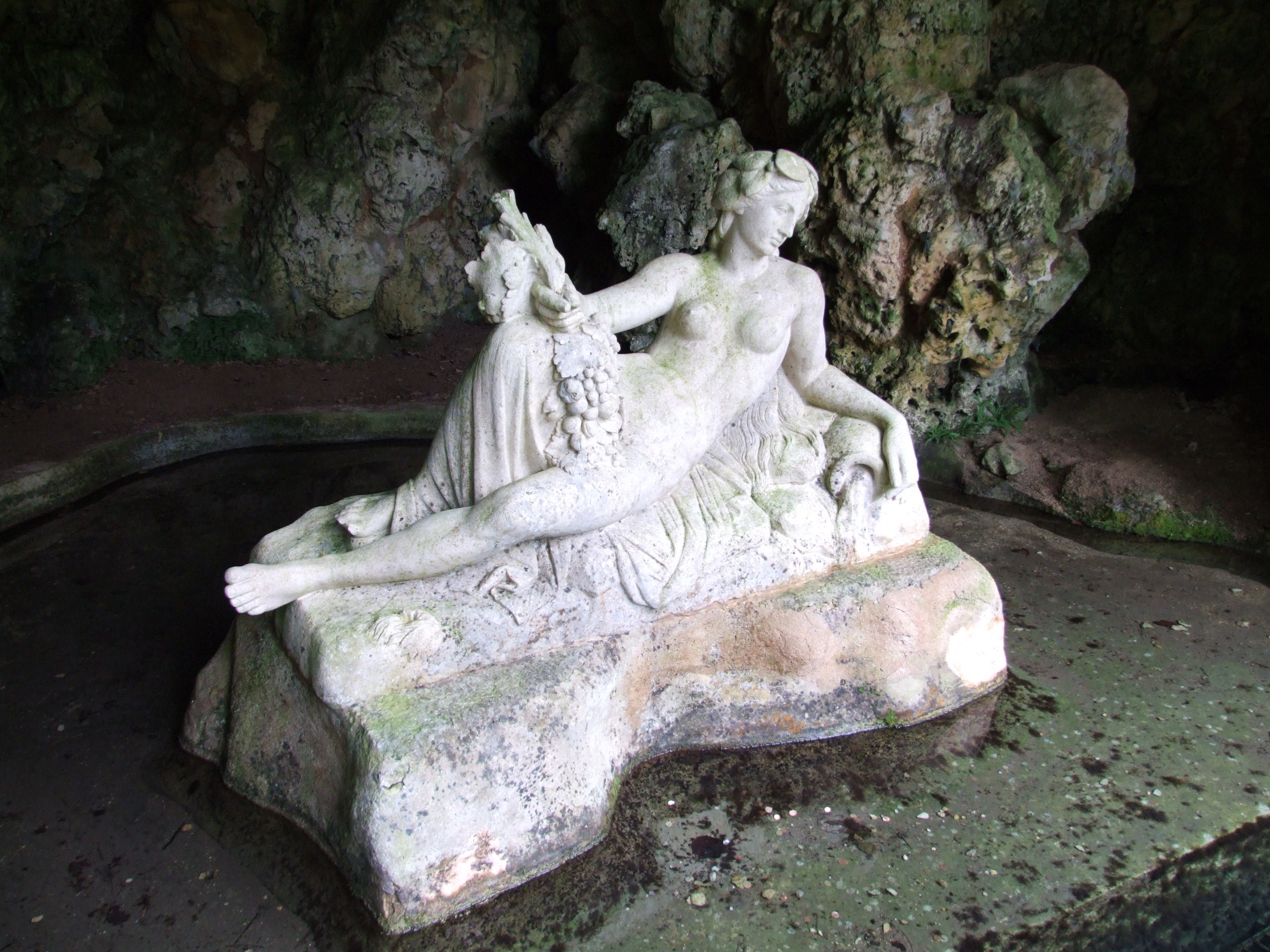
La Seine (1866), Saint-Germain-Source-Seine.
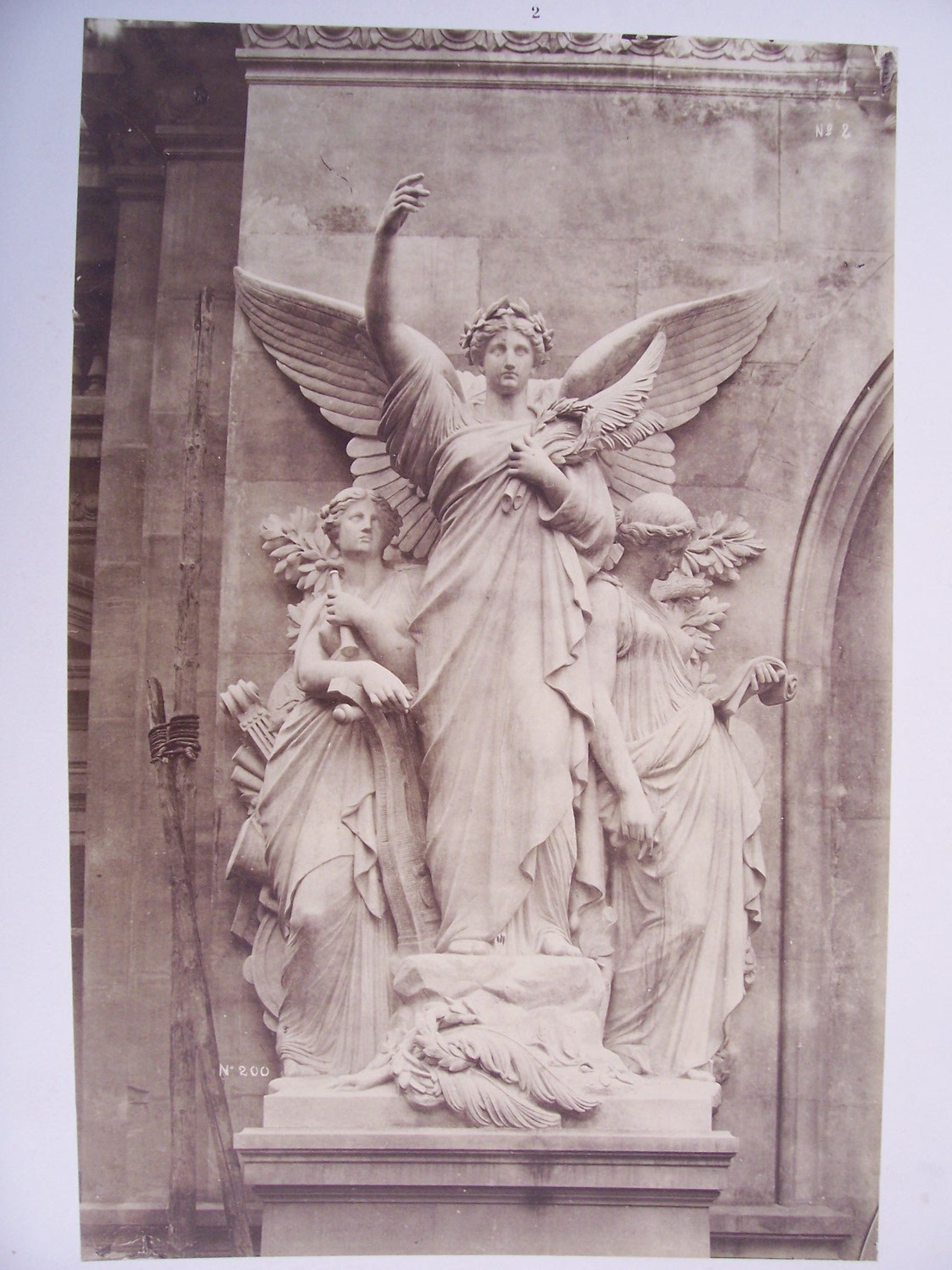
La Poésie, ou L'Harmonie (1865-1869), Paris, opéra Garnier.

## Élèves
- Augustin Alexandre
- Virginio Arias
- Jacques Joseph Emile Badiou de la Tronchère
- Louis-Ernest Barrias
- Gustave Belard
- Joseph-François Belin
- Edmond-Olympe-Anne Bernard
- Jules Blanchard
- Frédéric-Louis-Désiré Bogino (1831-1899)
- Maximilien Louis Bourgeois
- André-Pierre-Henri Broussard
- Émile Joseph Nestor Carlier
- Antonin Carlès (1851-1919)
- Jean-Baptiste-Désiré-Agénor Chapuy
- Arthur Coclez
- Gustave Deloye
- Alexandre Falguière
- Charles Georges Ferville-Suan
- Emmanuel Fontaine (1856-1935)
- Adrien Étienne Gaudez
- Per Hasselberg
- Louis-Auguste Hiolin (1846-1910)
- Ernest-Eugène Hiolle (1834-1886), vers 1852, 2e prix de Rome en 1862.
- Édouard Houssin, en 1864.
- Elisa de Lamartine (1790-1863)
- Alexandre Laporte
- François-Raoul Larche (1860-1912), 2e prix de Rome en 1886.
- Gaston Veuvenot Leroux
- Léon Olympe Anne Bernard Marie
- Jean-Joseph-Marie-Anatole Marquet-Vasselot
- Antonin Mercié
- Léopold Morice
- Hippolyte Moreau
- François Mouly
- Louis Noël (1839-1925), dès 1859.
- Émile Peynot (1850-1932)
- Edmond Prévot
- Denys Puech (1854-1942), de 1872 à 1884.
- Pierre Rambaud (1852-1893), dès 1878.
- Jules Renaudot
- Julien Roux
- Augustus Saint-Gaudens
- René de Saint-Marceaux
- Justin-Chrysostome Sanson
- António Soares dos Reis
- Jean Valette (1825-1877), dès 1848.
- Olin Levi Warner (en)

## Sources partielles
- L'Écho de la Mayenne, citation dans la rubrique de l'Etat civil, 2 juillet 1882, érection d'un monument funéraire par les anciens élèves du sculpteur, 13 mars 1897
- R. d'Amat, Dictionnaire de biographie française, XVIII, p. 834
- Stanislas Lamy, Dictionnaire des sculpteurs de l'Ecole française au XIXe siècle, t. 3. p. 213.
- Archives départementales de la Mayenne, registre des successions 155 Q 60.
- Bernard Sonneck, Les Décorés de la Légion d'honneur de la Mayenne, Éditions Régionales de l'Ouest, 2006, volume 1, 1803-1848, p. 372.